# اولاف هلمر
اولاف هلمر (به انگلیسی: Olaf Helmer، ژوئن ۱۹۱۰ – ۱۴ آوریل ۲۰۱۱)، منطق‌دان و آینده‌شناس آلمانی-آمریکایی بود. او از سال ۱۹۴۶ تا ۱۹۶۸ در رند کورپوریشن محقق و یکی از بنیان‌گذاران «مؤسسه آینده» بود.

## زندگی‌نامه
هلمر در برلین متولد شد و ریاضیات و منطق را در دانشگاه برلین خواند. او دکترای خود را در سال ۱۹۳۴ تحت هدایت فیلسوف هانس رایشنباخ دریافت کرد. در همان سال به لندن نقل مکان کرد و در آن‌جا دومین مدرک دکترای خود را در مورد پارادوکس راسل، زیر نظر سوزان استبینگ در دانشگاه لندن آغاز کرد.
در سال ۱۹۳۷، هلمر به ایالات متحده نقل مکان کرد. در ابتدا به‌عنوان دستیار پژوهشی رودولف کارنپ در دانشگاه شیکاگو، و سپس به‌عنوان معلم ریاضیات کار کرد.
از آغاز سال ۱۹۴۴، در شورای تحقیقات دفاع ملی، تحت رهبری جان ویلیامز شرکت داشت. او در سال ۱۹۴۶ در شرکت تازه‌تأسیس رند کورپوریشن به ویلیامز ملحق شد.
هلمر بعدتر به پیش‌بینی و پیش‌گویی علاقمند شد. فعالیت‌های او با همکاری نورمن دالکی و نیکلاس رشر منجر به توسعه تکنیک پیش‌بینی روش دلفی شد، که با نام (تخمین/گفتگو/تخمین: ETE (Estimate/Talk/Estimate نیز شناخته می‌شود.
در سال ۱۹۶۸، هلمر، رند کورپوریشن را ترک کرد تا «مؤسسه آینده» را تأسیس کند. در سال ۱۹۷۳ به‌عنوان استاد آینده‌پژوهی در دانشکده مدیریت بازرگانی در دانشگاه کالیفرنیای جنوبی منصوب شد.